# Castillo de Castelo de Vide
El castillo de Castelo de Vide, en el Alentejo, se encuentra en la parroquia de Santa Maria da Devesa, pueblo y municipio de Castelo de Vide, distrito de  Portalegre, en Portugal.
En una posición dominante en la cima de una colina al norte de la sierra de San Mamés, tenía una importancia estratégica debido a su proximidad a la frontera. Debido al esplendor del paisaje circundante, el pueblo es conocido localmente como Sintra do Alentejo.

## Historia

### Antecedentes
Población situada en el camino de caballería de la antigua calzada romana que unía a la entonces capital peninsular,  Mérida, no se ha identificado ninguna evidencia  arqueológica sobre la ocupación romana de su sitio. Tampoco hay información sobre los orígenes medievales de Castelo de Vide.

### El castillo medieval
En la época de la reconquista cristiana de la península ibérica, algunas evidencias no probadas apuntan a una supuesta conquista por parte de  Afonso Henriques (1112-1185) en 1148, así como la concesión de enfiteusis en 1180. Se sabe, con más certeza, que la aldea estaba en el dominio del reino de Portugal en 1232, siendo de importancia y teniendo organización municipal ya en 1276.
Su señorío fue disputado entre dos de los hijos de Alfonso III de Portugal, el primogénito, el rey Dinis de Portugal. (1279-1325) y su hermano, el Infante D. Afonso Sanches, por razones de derechos de herencia cuando el primero subió al trono. El infante D. Afonso recibió de su padre el señor de los dominios de Arronches, Castelo de Vide, Marvão y Portalegre y  decidió, en 1279, amurallar Castelo de Vide, lo que indica su primacía sobre los pueblos de alrededor en ese momento. Como se jactaba de tener derechos de sucesión supuestamente superiores a los de su hermano D. Dinis, el soberano comprendió que esta actitud ocultaba intenciones bélicas, se puso en marcha delante de sus tropas y vino a asediar la aldea en abril de 1281. Al borde del asalto, una embajada del reino de Aragón llegó al campamento real, con la propuesta del soberano de casarse con  Isabel, la futura Reina Isabel. Con la intervención de esta embajada, se acordó la paz entre los hermanos, y D. Afonso aceptó la demolición de todas las fortificaciones que había emprendido, una torre y varios tramos de murallas. Un nuevo incidente que afectaría a Castelo de Vide se produjo a partir de 1299, derivado del matrimonio del infante Dom Afonso con una infanta del Reino de Castilla. Debido a la proximidad de los terratenientes del infante con la raya con ese reino, sus dominios alentejanos fueron intercambiados por Sintra, Ourém y otros pueblos más alejados de la frontera. Estos castillos alentejanos fueron entregados a Aires Pires Cabral, cuarto abuelo del navegante Pedro Álvares Cabral, que los mencionó, en la función de Alcaide-mor. El soberano determinó entonces el fortalecimiento del castillo y la construcción de una nueva muralla que involucrara al pueblo. Estos trabajos fueron completados, según la inscripción epigráfica de una de las puertas del castillo, cerca de la Rua Direita, en 1327, bajo el reinado de D. Afonso IV. (1325-1357).
Bajo el reinado de D. Fernando (1367-1383), la ciudad, el castillo y sus dominios fueron entregados a la Orden de Avís, por intercambio con los de Castromarín. (1383). Con la muerte de este soberano, abierta a la  crisis de 1383-1385, la villa declaró inicialmente su apoyo a la heredera D. Beatriz, y cuando el sitio de Lisboa (1384), empezó a apoyar al partido de Maestre de Avís. En los combates que siguieron, se destaca el valor del Alcaide de Castelo de Vide, Gonçalo Anes, sobre todo en la batalla de Aljubarrota y batalla de Valverde.
Bajo la regencia de D. Pedro, duque de Coímbra, durante la minoría de D. Afonso V. (1438-1481), se reforzaron las defensas de los castillos del camino del Alentejo, incluyendo el Castelo de Vide. Este sería el aspecto que tendría bajo el reinado de D. Manuel I. (1495-1521), cuando es presentado por Duarte de Armas en su Libro de las Fortalezas. c. 1509: una barbacana amenazada que precede a una muralla que rodea la plaza de armas reforzada por torres en los vértices, todo ello dominado por una sólida torre del homenaje.

### Desde la Guerra de Restauración hasta nuestros días

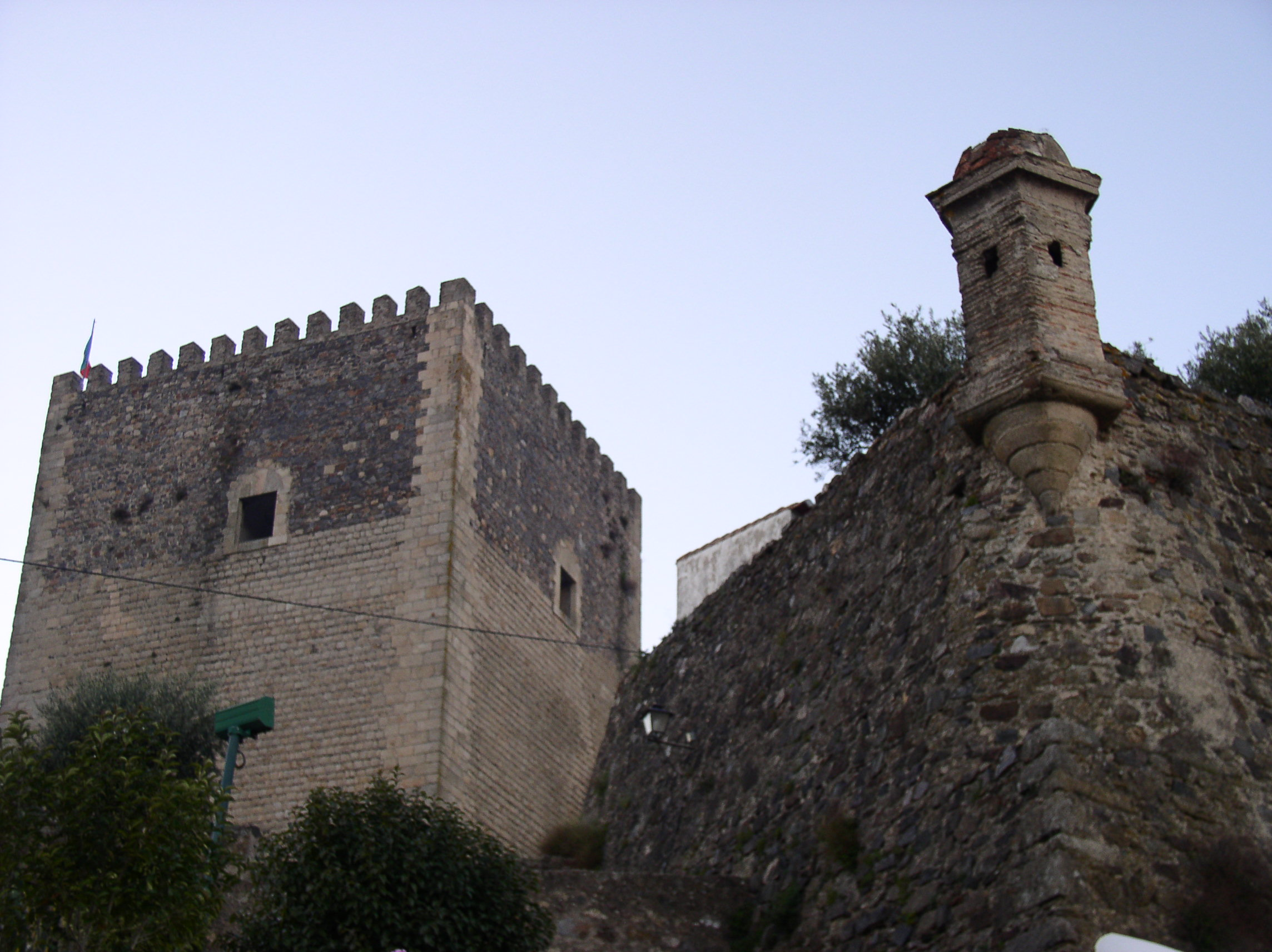
Castelo de Vide, Portugal: contraste entre el siglo medieval y el.

Una nueva etapa arquitectónica tuvo lugar a finales del siglo XVII, en el contexto de la Guerra de Restauración portuguesa, cuando se introdujeron modernizaciones para adaptarla al mundo moderno de la artillería. Los trabajos comenzaron ya en 1641, se ampliaron desde 1644 bajo el diseño y dirección del ingeniero y arquitecto militar francés, Nicolau de Langres. Años más tarde, en 1660, en el punto álgido de este proceso de fortificación, la plaza estaba formada por dos núcleos principales: el castillo, al oeste, y el Fuerte de São Roque, al este, conectados por una extensa línea de murallas fortificadas. La guarnición, en ese momento, era de 600 hombres y tres compañías de caballería, lo que indica su importancia estratégica.
Más tarde, la plaza fue rodeada y conquistada durante la guerra de sucesión española (1704), ocupada sin resistencia durante la llamada guerra de las Naranjas (1801) y, por las tropas francesas bajo el mando de André Massena, durante la Guerra Peninsular. (1811). La destrucción sufrida desde entonces condujo a su desactivación a partir de 1823, cuando se acentuó su proceso de degradación.
El conjunto está clasificado como Monumento Nacional por Decreto publicado el 23 de junio de 1910.

## Características
El castillo medieval tiene una planta cuadrangular orgánica, adaptada al terreno, con los paños de la muralla reforzados por cinco torres cuadrangulares y cubos circulares, precedidos por una barbacana con crestería. La puerta de la aldea se rasga en la sección este, que consiste en un gran portal doble que accede a un pequeño cuarto de armas, conectando con la puerta interna del oeste. En la sección norte todavía hay rastros de la ménsula de un viejo balcón y dos ventanas. Entre dos de las torres se pueden identificar rastros de la primitiva alcazaba. Dentro de la Plaza de armas están los edificios de servicios, como los almacenes.
La torre dionisíaca, unida a la puerta principal, fue parcialmente destruida por una explosión de pólvora en 1705, que dañó la bóveda de crucería ojival.
La valla exterior envolvió la ciudad, donde se conservan bien la Rua Direita, el antiguo cuartel de la Rua de Santo António, la Casa da Câmara y Cadeia, entre otros edificios. Fueron abiertas cuatro puertas, de las cuales quedan la Porta Nova y la Porta de Santa Catarina. Con el crecimiento del pueblo se perdieron partes de esta valla, la Porta de San João y la Puerta de Aramenha.

## Enleces externos
- Inventário do Património Arquitectónico (DGEMN) Archivado el 23 de diciembre de 2005 en Wayback Machine.
- Instituto Portugués de Arqueología Archivado el 3 de marzo de 2016 en Wayback Machine.

- Datos: Q5049768
- Multimedia: Castelo de Castelo de Vide / Q5049768